# Diasporus
Diasporus là một chi động vật lưỡng cư trong họ Eleutherodactylidae, thuộc bộ Anura. Chi này có 8 loài và không bị đe dọa tuyệt chủng.

## Các loài
Thêo phân loại Selon ASW 2013:
- Diasporus anthrax (Lynch, 2001)
- Diasporus citrinobapheus Hertz, Hauenschild, Lotzkat & Köhler, 2012
- Diasporus diastema (Cope, 1875)
- Diasporus gularis (Boulenger, 1898)
- Diasporus hylaeformis (Cope, 1875)
- Diasporus igneus Batista, Ponce & Hertz, 2012
- Diasporus quidditus (Lynch, 2001)
- Diasporus tigrillo (Savage, 1997)
- Diasporus tinker (Lynch, 2001)
- Diasporus ventrimaculatus Chaves, García-Rodríguez, Mora & Leal, 2009
- Diasporus vocator (Taylor, 1955)

## Hình ảnh

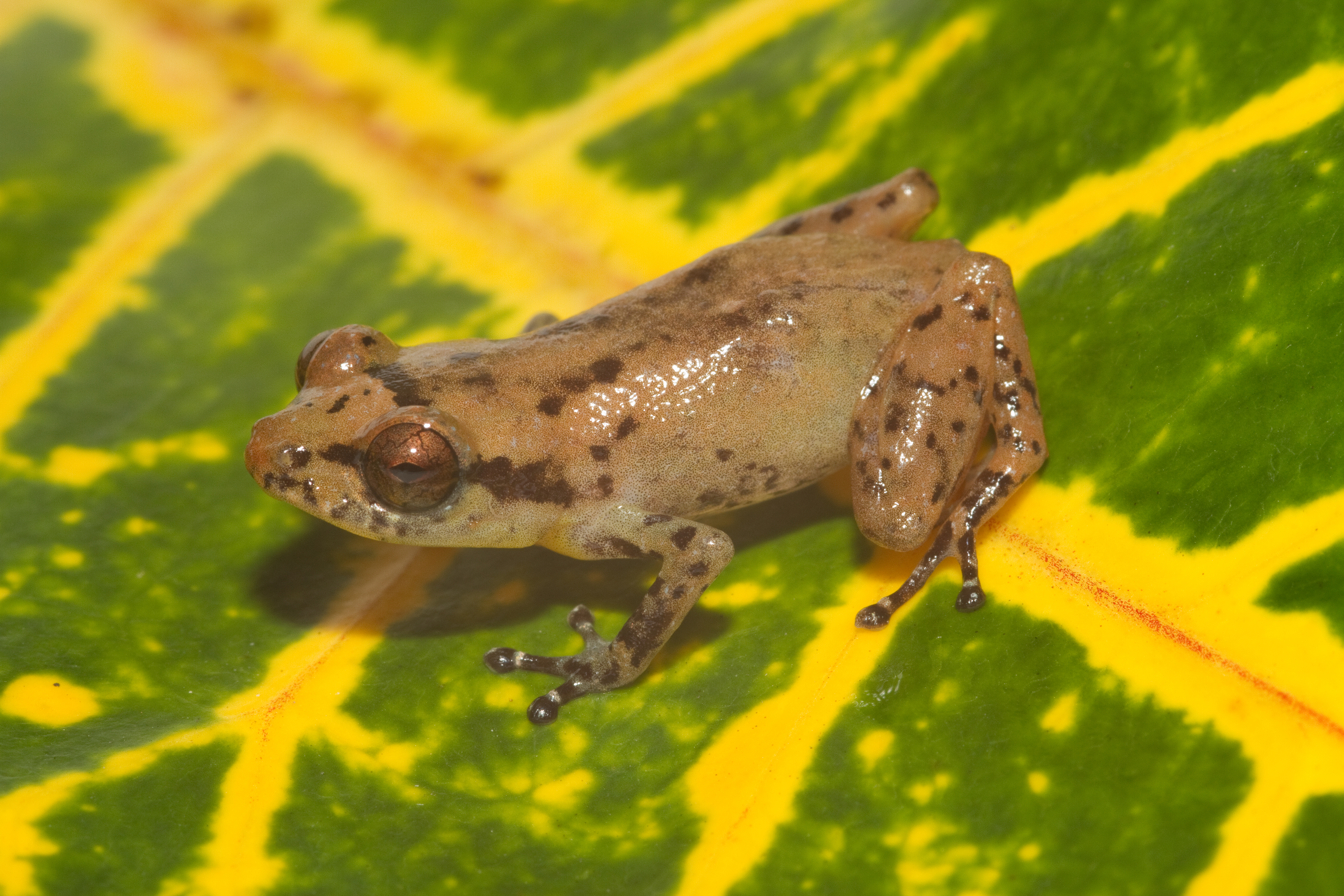